# Cận Đông cổ đại

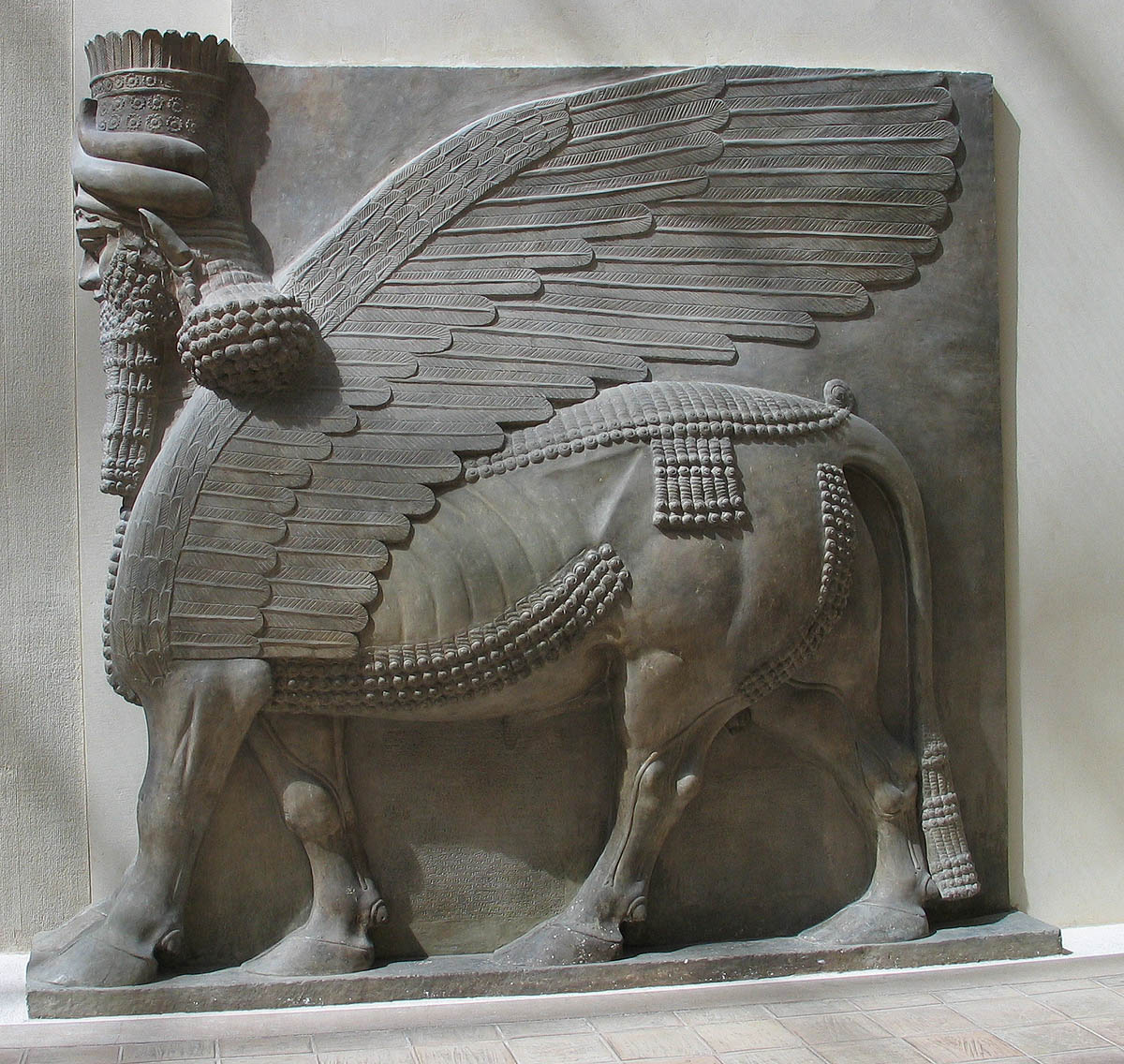
Thần Khorsabad. Hiện vật bảo tàng Louvre.

Vùng Cận Đông cổ đại là quê hương của các nền văn minh sơ khai thời cổ đại trong khu vực gần tương ứng với vùng Trung Đông hiện tại. Các nền văn minh ở Cận Đông thời này bao gồm: Lưỡng Hà (gồm Iraq ngày nay, đông nam Thổ Nhĩ Kỳ, tây nam Iran, đông bắc Syria và Kuwait), Ai Cập cổ đại, Iran cổ đại (gồm Elam, Media, Parthia và Ba Tư), Anatolia/Tiểu Á và Sơn nguyên Armenia (miền Đông của Thổ Nhĩ Kỳ, Armenia, Tây Bắc Iran, miền Nam Gruzia, và miền tây Azerbaijan), vùng Levant (gồm Syria ngày nay, Liban, Palestine, Israel và Jordan), Cyprus và Bán đảo Ả Rập. Những nền văn minh ấy vừa có sắc thái riêng, vừa có sự kế thừa và phát triển, đồng thời tác động lẫn nhau. Vùng Cận Đông cổ đại được nghiên cứu trong các lĩnh vực khảo cổ học vùng Cận Đông và lịch sử cổ đại.
Lịch sử Cận Đông cổ đại bắt đầu bằng sự trỗi dậy của người Sumer trong thiên niên kỷ thứ 4 trước Công nguyên, mặc dù ý kiến về thời gian kết thúc khác nhau. Tức là khoảng thời gian có thể kéo dài từ Thời đại đồ đồng và Thời đại đồ sắt ở khu vực, cho đến thời gian của cuộc chinh phạt vùng Cận Đông do Đế quốc Ba Tư thứ nhất (Achaemenes) tiến hành vào thế kỷ thứ 6 trước Công nguyên, hoặc là các cuộc chinh phục của người Hồi giáo Ả Rập vào thế kỷ thứ 7 Công nguyên.
Vùng Cận Đông cổ đại được coi là một trong những cái nôi nền văn minh. Chính ở đây, nền nông nghiệp thâm canh quanh năm đã được thực hiện lần đầu tiên, dẫn đến sự gia tăng của các khu định cư đô thị dày đặc đầu tiên kéo theo sự phát triển của nhiều khái niệm xã hội quen thuộc, như sự phân tầng xã hội, quân chủ chuyên chế và phong kiến tập quyền, tổ chức tôn giáo và đấu tranh vũ trang có tổ chức. Nơi đây cũng chứng kiến sự ra đời của hệ thống chữ viết đầu tiên, bảng chữ cái đầu tiên (abjad), loại tiền tệ đầu tiên trong lịch sử và hệ thống pháp luật, cùng với những tiến bộ ban đầu đã đặt nền móng cho thiên văn học và toán học, đồng thời cũng phát minh ra bánh xe.
Trong suốt thời kỳ này, các quốc gia ngày càng trở nên rộng lớn, cho đến khi khu vực này bị kiểm soát bởi các đế quốc quân phiệt mà đã chinh phục nhiều nền văn hóa khác nhau.

## Văn minh Lưỡng Hà

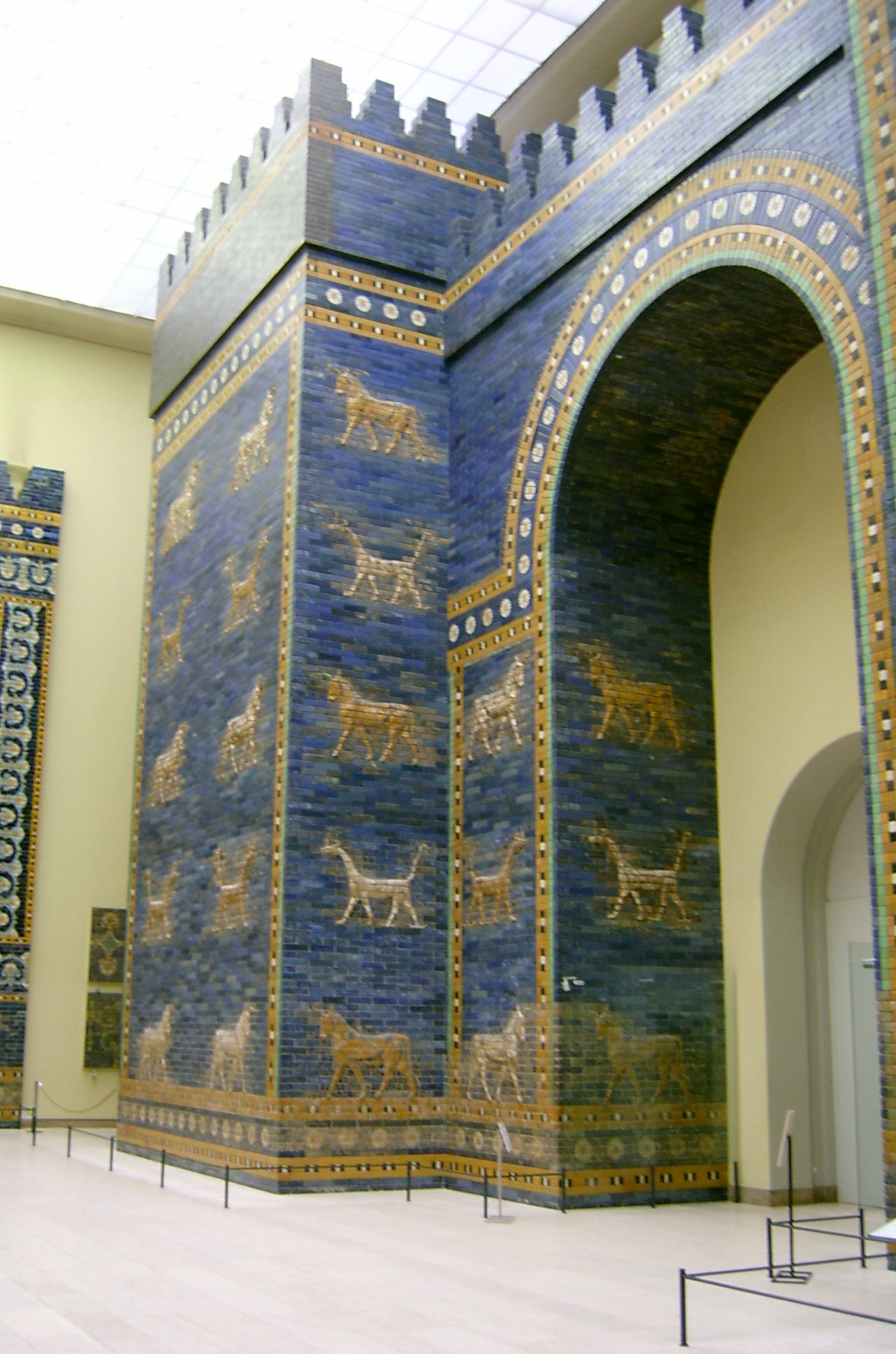

Lưỡng Hà là vùng thung lũng giữa hai con sông Tigris và sông Euphrates. Vùng này nổi tiếng là vùng đất phì nhiêu, thuận lợi cho nền sản xuất nông nghiệp như trồng nho, ôliu, đại mạch và nhiều loại sản vật nông nghiệp khác. Những cư dân đầu tiên sinh sống ở vùng này bắt đầu từ rất sớm. Vùng Lưỡng Hà có khí hậu nóng ẩm, thực vật phong phú đa dạng. Hàng năm, vào tháng 5, nước lũ của hai con sông tràn ngập, sau khi nước rút, một lượng phù sa dày trải dài trên đồng bằng rộng lớn và bằng phẳng. Yếu tố môi trường thuận lợi cho các cư dân khác nhau đổ về và sự đa dạng về nguồn gốc cũng là yếu tố khiến cho vùng này rất khó thống nhất về mặt lãnh thổ.
Chính nơi đây, những cư dân đầu tiên, di cư từ phương Đông, từ thiên niên kỷ IV trước Công Nguyên sinh sống và sáng lập nên nền văn minh cổ đại đầu tiên ở lưu vực này. Những cư dân này được gọi là người Sumer.
Sự phát triển của sản xuất nông nghiệp, kéo theo sự phân hóa xã hội Sumer. Vào đầu thiên niên kỷ thứ III trước Công Nguyên, trên vùng đồng bằng phía Nam của Lưỡng Hà đã xuất hiện các đô thị. Những đô thị kết hợp với các vùng sản xuất nông nghiệp phụ cận xung quanh hình thành các quốc gia độc lập vào buổi ban đầu. Người đứng đầu các quốc gia là Patêsi. Hội đồng bô lão và Hội nghị nhân dân có quyền bầu các quan chức và quyết định các vấn đề quan trọng. Thế kỷ 25 trước Công Nguyên, quốc gia Lagate thống nhất được vùng Lưỡng Hà và sau đó quyền bá chủ Sumer lại rơi vào tay quốc gia Uruk.

## Văn minh cổ Babylon

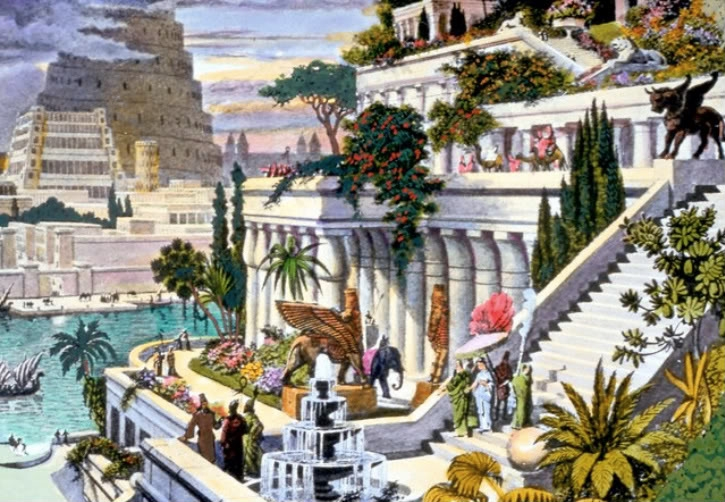
Tranh vẽ Vườn treo Babylon

Cuối thiên niên kỷ thứ III trước Công Nguyên, lợi dụng sự suy sụp của Lưỡng Hà, hai tộc người Elam và người Amorites xâm lược tàn phá và cướp bóc. Người Amorites xây dựng hai quốc gia về phía Nam của Lưỡng Hà là Ixine và Laxa; ở phía Bắc của Lưỡng Hà cũng hình thành các quốc gia Esnunna và Marie. Đến lượt các quốc gia trên tranh giành và gây chiến với nhau liên miên, gây nên cảnh đổ nát hoang tàn.
Vào khoảng đầu thế kỷ XIX trước Công Nguyên, người Amorites thống nhất Bắc Lưỡng Hà và hình thành quốc gia cổ Babylon (khác với Tân Babylon sau này) và họ đã thống nhất được khu vực Lưỡng Hà. Quốc gia Babylon cổ nằm trên đường giao lưu quan trọng nối châu Á rộng lớn sang Địa Trung Hải, châu Phi và châu Âu.
Sự cường thịnh và hùng mạnh đạt đến cao điểm vào thời kỳ 1792-1750 trước Công Nguyên, dưới triều đại vua Hammourabi. Nhà nước cổ Babylon thống nhất trên một diện tích lãnh thổ toàn bộ Lưỡng Hà và bị suy sụp vào khoảng cuối thiên niên kỷ thứ II trước Công Nguyên bởi người Catsites nổi dậy và làm chủ hầu hết lãnh thổ của Babylon.

### Thành tựu văn minh Babylon

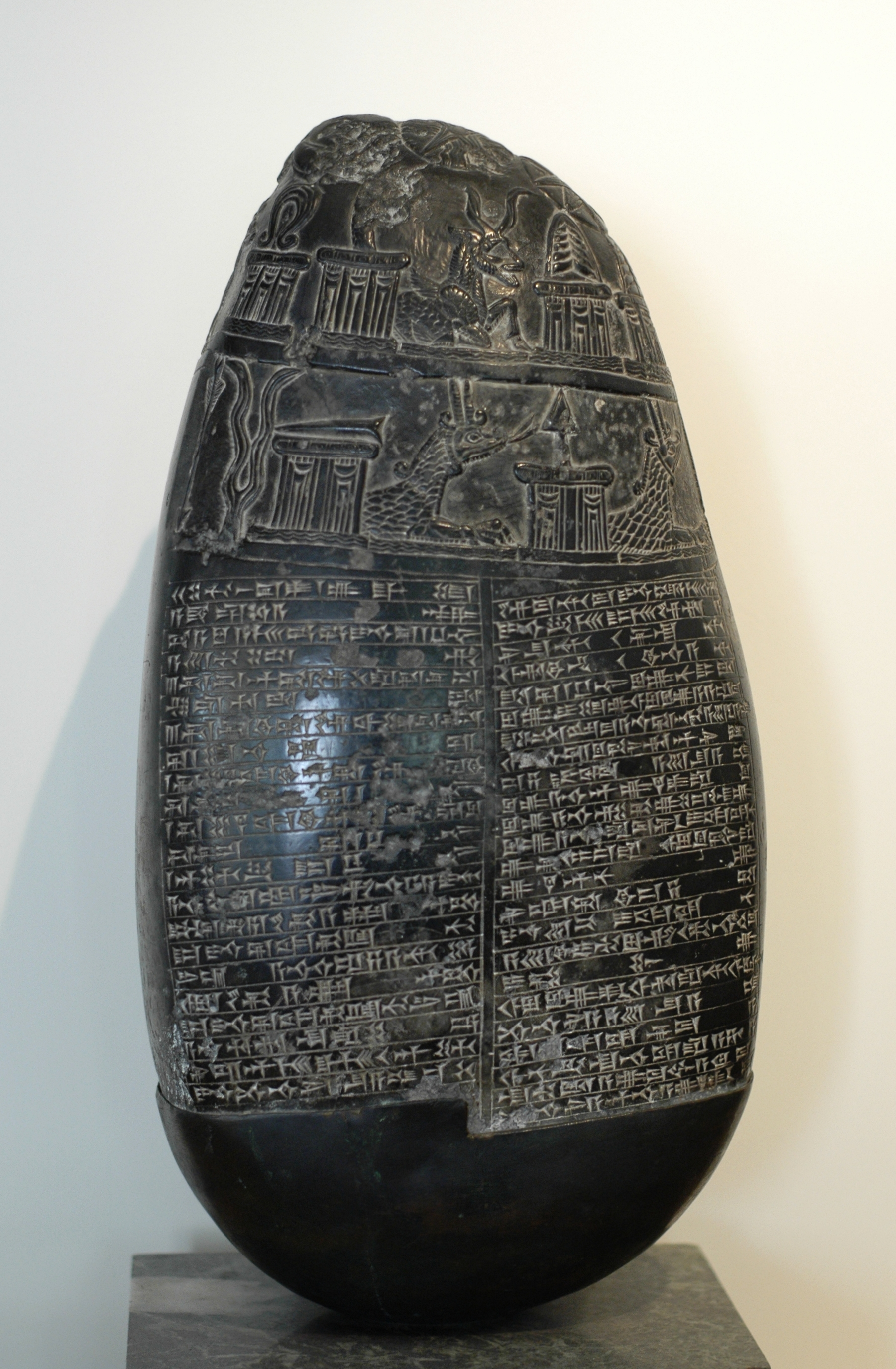
Một phiến đá văn bản luật thời Babylon. Hiện vật của Cabinet des médailles, Thư viện quốc gia Pháp

- Kinh tế Babylon có những sắc thái đặc biệt do giao điểm của các con đường Đông Tây cũng như sự trù phú của đồng bằng Lưỡng Hà. Nông nghiệp phát triển nhờ vào các yếu tố thuận lợi cũng như thành tựu thủy lợi của thời kỳ này. Người Babylon không những tự cung cấp được lương thực mà còn có một lượng dồi dào để thông thương buôn bán với các khu vực khác. Vua Hammourabi ra lệnh đào một con sông tưới cho cả vùng rộng lớn Akkad.

Thủ công nghiệp có nghề làm gạch, luyện kim, đồ trang sức, dệt, da, đóng thuyền, xây dựng... bên cạnh một nền thương mại phát triển giúp cho vùng Babylon càng thêm giàu có và phát triển.
- Xã hội nổi bật bởi sự ra đời của bộ luật Hammorabi chia cư dân thành ba hạng người: dân tự do, tiện dân và nô lệ. Nguồn nô lệ chủ yếu được cấp từ nguồn tù binh chiến tranh, mua bán.
- Chính trị từ thời Hammorabi, các vua Babylon tự coi mình là hiện thân của thần thánh. Vua tự đồng nhất mình với việc kế vị các vị thần cho nên vương quyền và thần quyền hòa quyện với nhau, tạo thành một chế độ độc đoán chuyên chế và thần bí.
- Văn hoá của Babylon cổ là sự giao hòa giữa hai yếu tố Sumer và Akkad. Sự ra đời bộ luật Hammorabi và được khắc trên một tấm đá bazan cao 2,25 mét, đường kính đáy gần 2 mét. Phía trên mặt trước của tấm đá được khắc hình thần Mặt Trời ngồi trên ngai trao bộ luật cho vua Hammorabi đứng đón một cách trịnh trọng. Phiến đá này được người Pháp tìm thấy ở kinh đo của xứ Elam cổ, hiện nay đang được lưu giữ ở bảo tàng Louvre.
- Nghệ thuật của Babylon cổ đạt đến trình độ điêu luyện trên nền tảng của hai yếu tố Sumer và Akkad. Nghệ thuật hội họa gắn chặt với nghệ thuật kiến trúc.
- Kiến trúc Của người Ả Rập có nhiều thành tựu đáng trọng. Huyền thoại các cung điện nguy nga tráng lệ và những câu chuyện cổ tích thần tiên đã tô điểm cho thế giới Ả Rập thần bí và là những tuyệt tác của nhân loại.

Kiến trúc Ả Rập là tinh hoa pha trộn và sáng tạo của các luồng kiến trúc Địa Trung Hải và văn minh sông Hằng xa xội. Thành phố Babylon được bao quanh bởi một bức tường màu vàng dài 13 km và có 300 tháp canh.
Đỉnh cao và chiếm về mức độ vĩ đại là một trong bảy kỳ quan cổ của người Babylon: Vườn treo Babylon.

## Văn minh cổ Assyria và Tân Babylon
Xem bài chính: Assyria và Babylonia

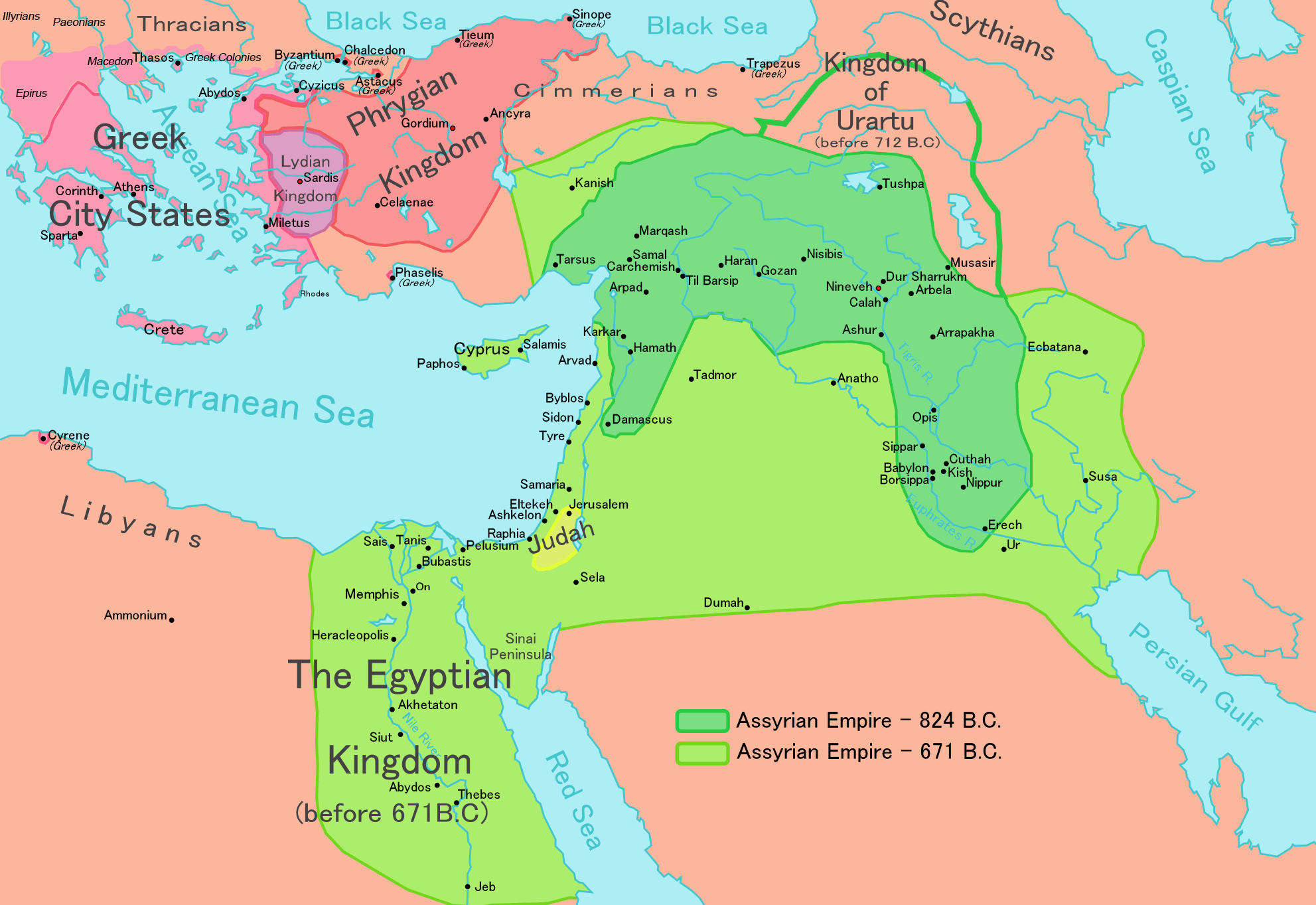
Đế chế Tân Assyria

Assyria là vùng đất có lịch sử xa xưa ở phía thượng nguồn sông Tigris, tên gọi lúc đầu của thủ đô chính là thành phố cổ Assur. Về sau, giống như vương quốc, đế chế tiến lên khai phá một phần phía Bắc Lưỡng Hà (một phần phía Nam Babylonia. Thủ đô là Nineveh.
Thực chất Assyria là một vùng nhiều đồi núi, trải dài theo sông Tigris cho đến tận cao nguyên Gordiaean hoặc ngọn núi Carduchian của Armenia, có một thời được gọi là "Vùng núi của Ashur".
Các vị vua của Assyria cai trị một vương quốc rộng lớn trong ba giai đoạn lịch sử, được gọi theo cổ xưa, giữa và vương quốc Assyria mới (Neo-Assyrian). Nhưng phát triển rực rỡ nhất của Assyria chính là thời kỳ Tân Assyria, niên đại: 911 - 12 TCN.

### Ngôn ngữ
Thời cổ đại, dân chúng Assyria nói một thứ thổ ngữ Assyrian của ngôn ngữ hệ Akkadian, một nhánh của hệ Semitic. Bản khắc đầu tiên, gọi là Assyria Cổ xưa (OA), được làm ra dưới thời Cổ Assyria (Old Assyrian). Đến thời Tân Assyria ngôn ngữ hàng ngày của Assyria đã vững chắc là tiếng Syria. Vào thời cổ đại, người Assyria luôn sử dụng ngôn ngữ Samer trong các tác phẩm văn học của họ.

### Thành tựu văn hóa Tân Assyria

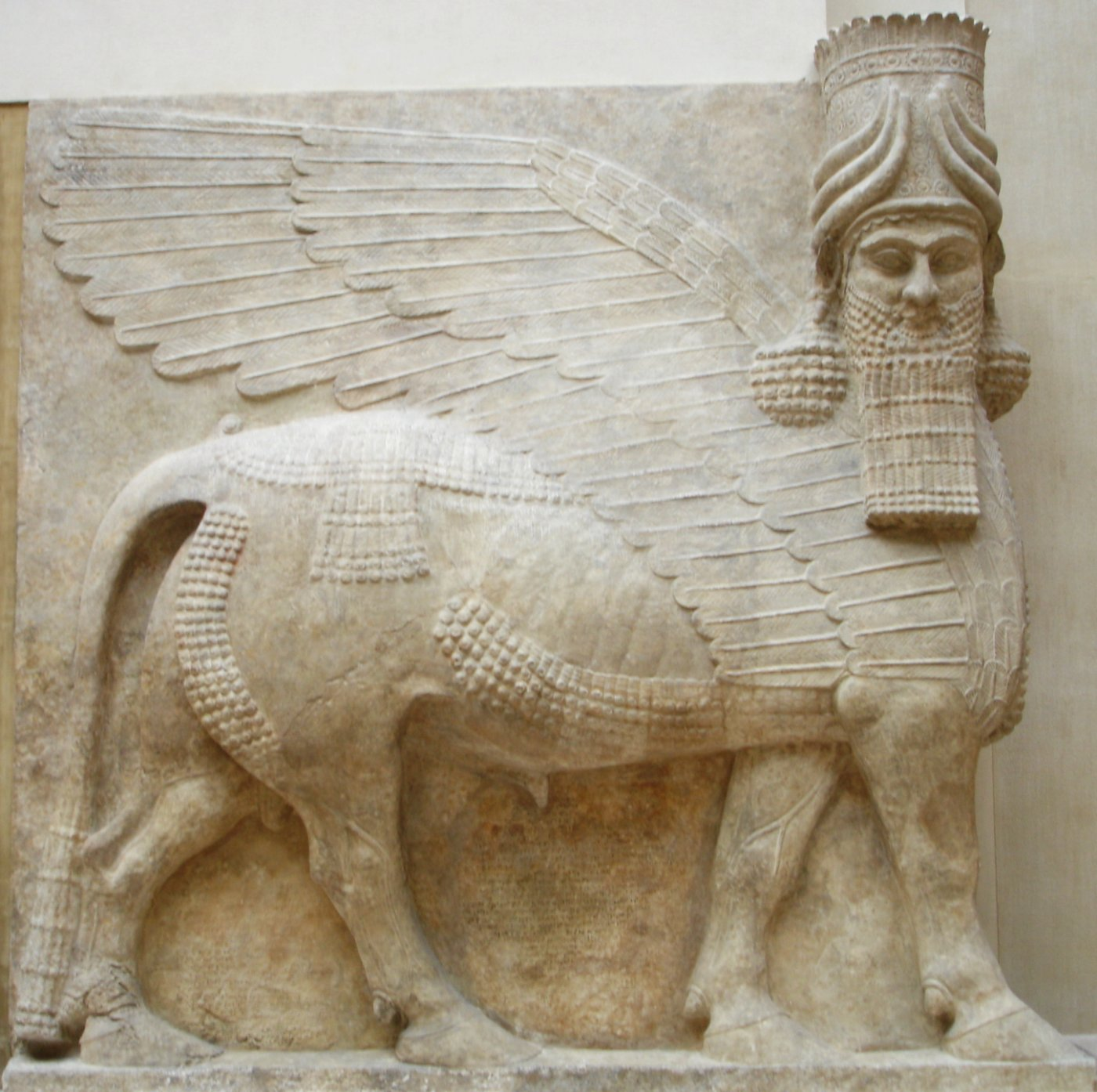
Bò có cánh với mặt người của Assyria

Những tác phẩm hội họa của Assyria được truyền lại cho đến ngày nay, chủ yếu là các tác phẩm dưới thời Tân Assyria. Chạm khắc đá ở các bức tường hoàng gia có nguồn gốc nước ngoài chính là các chiến lợi phẩm của các vị vua. Có rất nhiều di vật chạm khắc đá ở gần khu hoàng gia ở Nimrud (Kalhu) và Khorsabad (Dur-Sharrukin).
Nghệ thuật điêu khắc đặc biệt phát triển rực rỡ dưới thời Tân Assyria. Di vật còn lại bao gồm có bức tượng Bò có cánh mặt người Lamassi hay những linh vật shedu canh gác trước cổng đi vào cung điện của vua.
Thiên văn học của Tân Assyria cũng có những tiến bộ kinh ngạc, người Assyria đã biết chế tạo thấu kính (Nimrud lens) và những quan niệm về vũ trụ đang được các nhà cổ sử khám phá và khẳng định.
Di sản khoa học và văn hóa tự người Assyria không có nhiều, nhưng họ biết kế thừa từ các thành tựu của Babylonia cổ và phát huy lên. Rất nhiều văn học của Babylonia, với nguồn gốc từ văn minh Samer được bảo quản và giữ gìn ở các thư viện của Syria. Người Assyria cũng nghiên cứu về sự vận động của các vì sao và có những dự báo về chúng. Người Assyria cũng đạt được rất nhiều các thành tựu về kỹ nghệ, họ biết xây đập nước và các kênh đào mà cho đến nay vẫn còn giá trị. Tuy nhiên, người Assyria vẫn giữ các nét đặc trưng khá biệt lập ở các nhóm cư dân cho đến ngày nay ở phía Bắc Iraq ngày nay. Họ vẫn giữ gìn các phẩm chất đặc trưng Ả Rập, Kusdish, Thổ Nhĩ Kỳ hàng xóm qua giao lưu. Tôn giáo của người Assyria chủ yếu là đạo Cơ Đốc.

### Văn minh Tân Babylonia
Qua một trăm năm thống trị của Asyria, người dân Babylon vẫn hướng về nền văn minh rực rỡ của mình. Cuối cùng, vào năm 627 TCN, với việc triều đại cuối, Ashurbanipal bị chết, Babylon đã giành lại được sự thống trị của mình với Nabopolazzar, cuối cùng vương quốc Babylon được phục hồi mở ra thời kỳ Tân Babylon, năm 612 TCN.

#### Các thời kỳ của Tân Babylon

Tháp Babel huyền thoại

Thời kỳ 11 của Babylon (Tân Babylon hay Chaldean)
- Nabu-apla-usur (Nabopolassar) 626 - 605 TCN
- Nabu-kudurri-usur (Nebuchadnezzar) II 605 - 562 TCN
- Amel-Marduk 562 TCN - 560 TCN
- Nergal-šar-usur (Nergal-sharezer) 560 TCN - 556 TCN
- Labaši-Marduk 556 TCN
- Nabu-na'id (Nabonidus) 556 TCN - 539 TCN

Thời kỳ Tân Babylon có những thành tựu nổi bật cùng với thành tích của vua Nabopolassar, ông đã tích cực tái thiết lại Babylon do bị tàn phá bởi các thời kỳ dưới sự cai trị trước đó của người Assyria. Mục đích của Nabopolassar là xây dựng thủ đô của đế chế mới trở nên lộng lẫy hơn và tham vọng để trở thành kỳ quan trên thế giới. Các đền đài cũ được xây dựng lại, các cung điện với vẻ tráng lệ, nguy nga kinh ngạc đượng xây dựng lên dưới thời ông cùng với rất nhiều đền thờ các vị thần của Babylon được dựng lên (theo sử cũ Hy Lạp do Diodorus của Sicilia và Herodotus viết). Cung điện của Nabopolassar được xây dựng bởi các chất liệu cực kỳ quý hiếm và rộng lớn. Bên cạnh thành phố có những công trình lộng lẫy như Vườn treo Babylon, Tháp Babel huyền thoại với đường kính chân tháp đến 91 mét.
Vào, năm 539 TCN, thời vua Nabonidus, Tân Babylonia bị Đế quốc Ba Tư xâm lược và nền văn minh Babylonia sụp đổ.

## Văn minh Phoenicia và Palestine

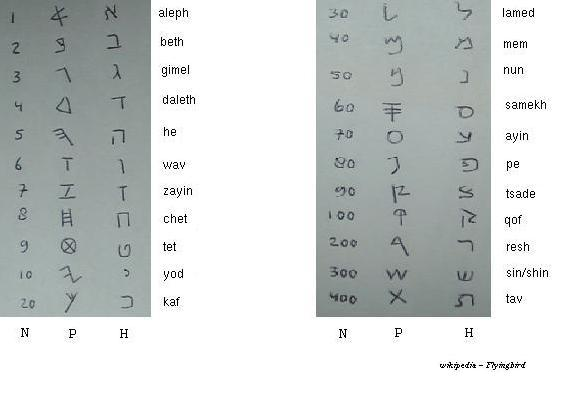
Bảng chữ cái Phoenicia

Phoenicia là một nền văn minh ở phía Bắc của Canaan cổ xưa, với trung tâm kéo dài suốt bờ biển của Liban và Syria ngày nay. Văn minh Phoenicia có một nền kinh tế buôn bán hàng hải dọc bờ biển Địa Trung Hải phát triển sớm từ thiên niên kỷ thứ 3 trước Công Nguyên. Người Phoenicia có một nền nông nghiệp sớm như đánh bắt cá, chăn nuôi, các loại cây trồng: ôliu, nho và lúa mì. Người Phoenicia rất gan dạ và can đảm, họ giỏi trong nghề hàng hải và buôn bán.
Dải đất Phoenicia nằm giữa các nền văn minh: Lưỡng Hà, Ai Cập, Hy Lạp nên có rất nhiều điều kiện thông thương và phát triển. Họ làm chủ con đường buôn bán từ Đông sang Tây từ đầu thiên niên kỷ thứ 1 trước Công Nguyên cho đến thế kỷ thứ 6 TCN.
Văn hóa của văn minh Phoenicia thường được xem như là trung gian chuyển tải giữa các nền văn minh lớn và họ cũng rất thành công trong các văn hóa nghệ thuật của mình. Nghệ thuật tạo hình của người Phoenicia có một chỗ đứng vững chắc và để lại nhiều ảnh hưởng lên vùng Trung Đông và Ả Rập... Tôn giáo của người Phoenicia gắn chặt với tôn giáo Lưỡng Hà và thần linh của người Phoenicia là vị thần Baal nổi tiếng hung ác và gây hại, nên người Phoenicia có tập tục phải làm lễ hiến tế vị thần này.
Thành tích nổi bật nhất của người Phoenicia là hệ thống chữ viết với bảng chữ cái Phoenicia. Ban đầu họ vay mượn chữ tượng hình của người Ai Cập và chữ hình định của người Lưỡng Hà để ghi chép, nhưng về sau họ giản lược các ghi chú thành 22 ký tự về sau trở thành 22 chữ cái, thể hiện các phụ âm và nguyên âm. Công trình bảng chữ cái này được người Phoenicia phát minh ra trong khoảng từ thế kỷ 14 TCN đến thế kỷ 12 TCN. Trong quá trình giao lưu, buôn bán, hệ thống chữ cái này được truyền vào Hy Lạp cổ đại và từ đó hệ thống chữ cái phát triển thành nhiều nhánh khác nhau.

### Israel và Judah cổ đại

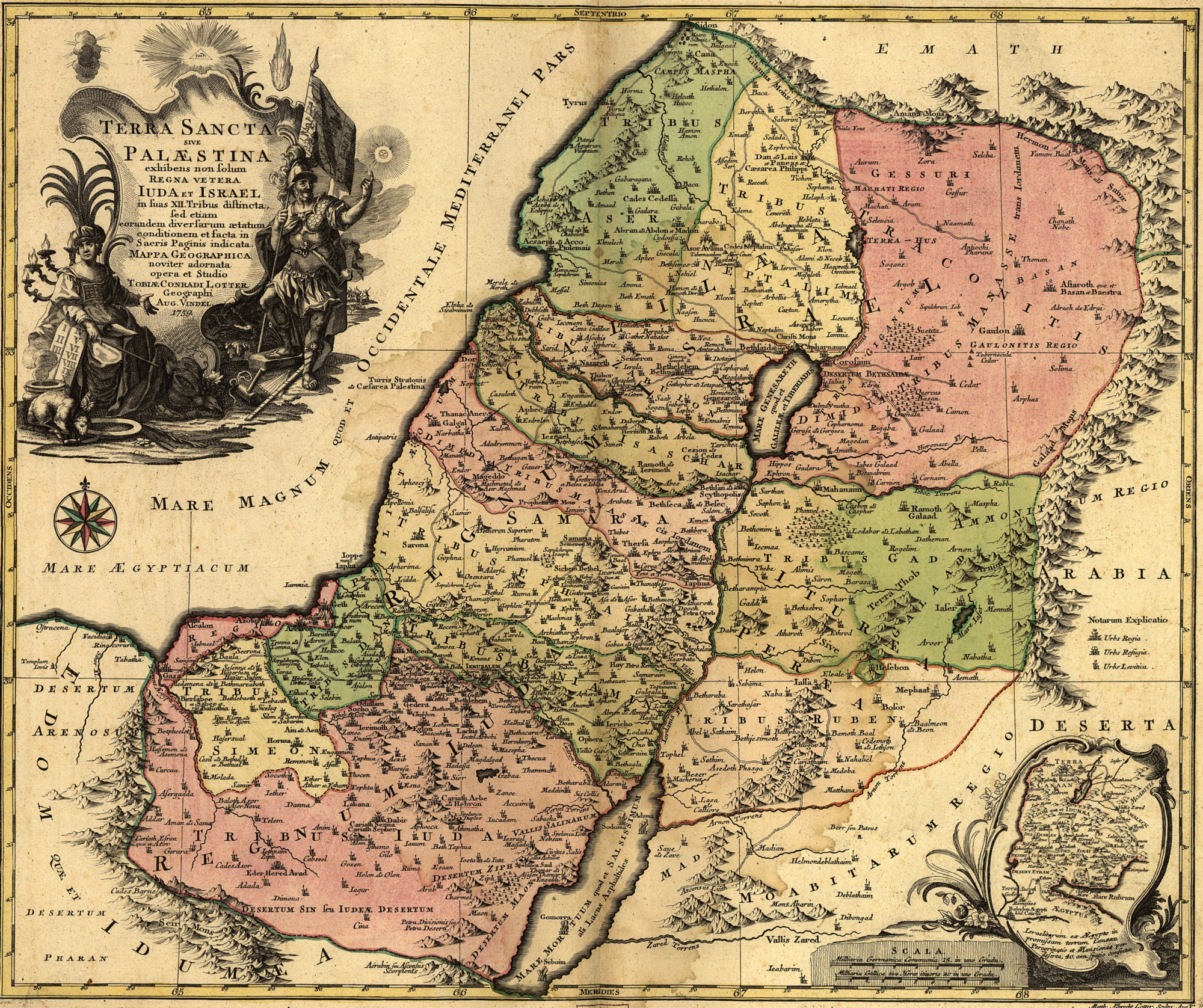
1759 bản đồ phân định của Israel

Có rất nhiều nguồn về các tài liệu cổ và hiện dại có nói đến lịch sử của Israel và Judah. Ví dụ, những văn bản như Kinh Cựu Ước (Tanakh), Kinh Talmud của người Do Thái, những bản viết của Nicolaus của Damascus... Ngày nay giới khảo cổ học đã khám phá ra các chứng cứ và vết tích cùng với người Ai Cập cổ đại, người Assyria và người Babylon.
Các tài liệu nói đến vùng Palestine như là một vùng nhiều xung đột về cách viết và quan điểm đang tranh cãi. Nhưng một thực tế rằng vùng này cũng là một trung tâm văn minh cổ có lịch sử gắn liền với nhiều trung tâm văn minh khác ở vùng Trung Cận Đông và Đại Trung Hải.
Khởi đầu của vùng đất này được nhắc đến trong quyển đầu của Kinh Cựu Ước là vào năm 1800 TCN, gọi là thời kỳ tộc trưởng Abraham và đóng lại bởi con trai của Shem.
Kết thúc thời kỳ 12 chi tộc Israel tiếp theo là thời kỳ Ai Cập cổ đại thống trị từ năm 1630 TCN, bởi triều đại Hyksos. Sự cai trị của người Ai Cập cổ đã dẫn đến sự kiện người Israel rời Ai Cập (còn gọi là sự kiện Xuất hành hay Exodus). Sự kiện này hiện đang gây nhiều tranh cãi về niên đại nghiên cứu.
Tiếp theo là thời kỳ vô định của người Israel mà nhiều tài liệu cổ có nhắc đến cho đến năm 1500 TCN. Người Israel (hầu như cũng được coi là người Hebrew) di cư đến Canaan vào khoảng 1200 TCN và trải qua nhiều khó khăn, xung đột, người Israel đã xác lập được một lãnh thổ rộng lớn ở vùng Syria, Liban và Judah.
Năm 922 TCN Vương quốc Israel Thống nhất bị chia cắt thành hai vương quốc.

## Thư viện hình

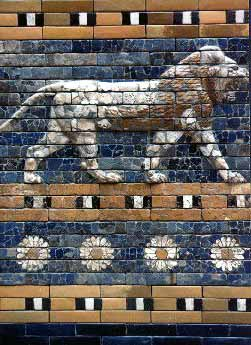
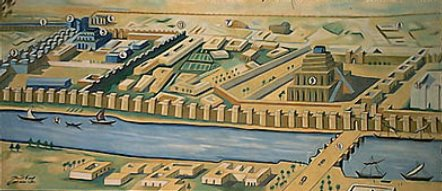
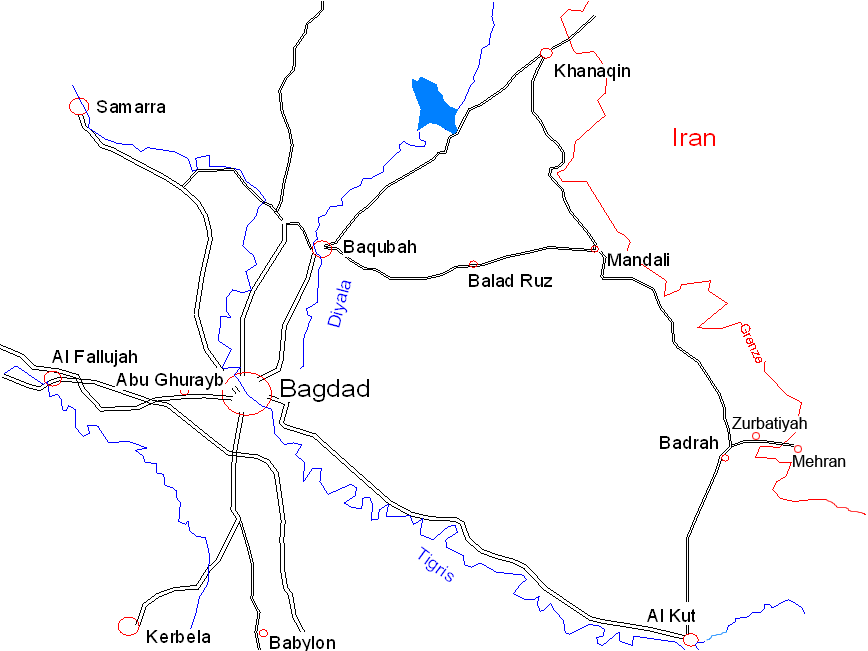
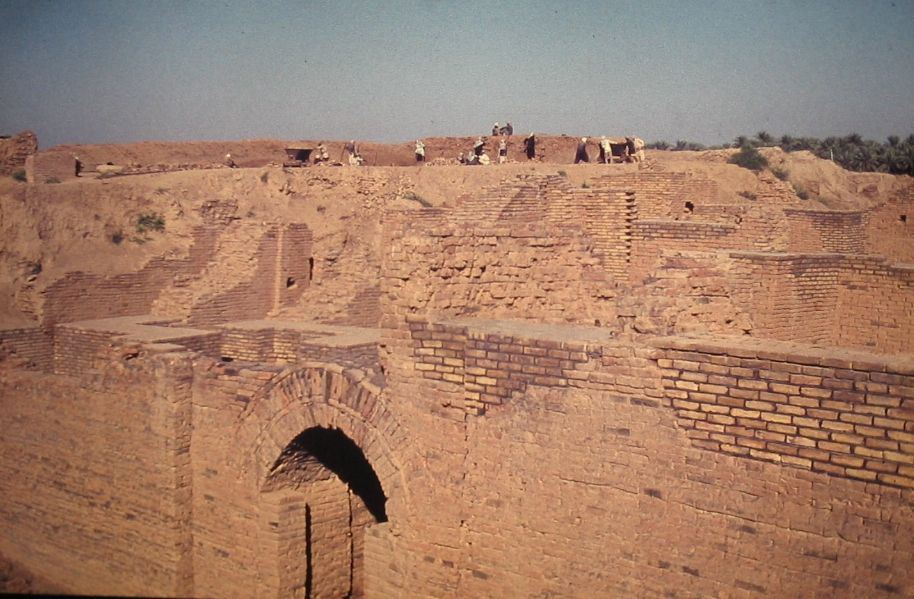
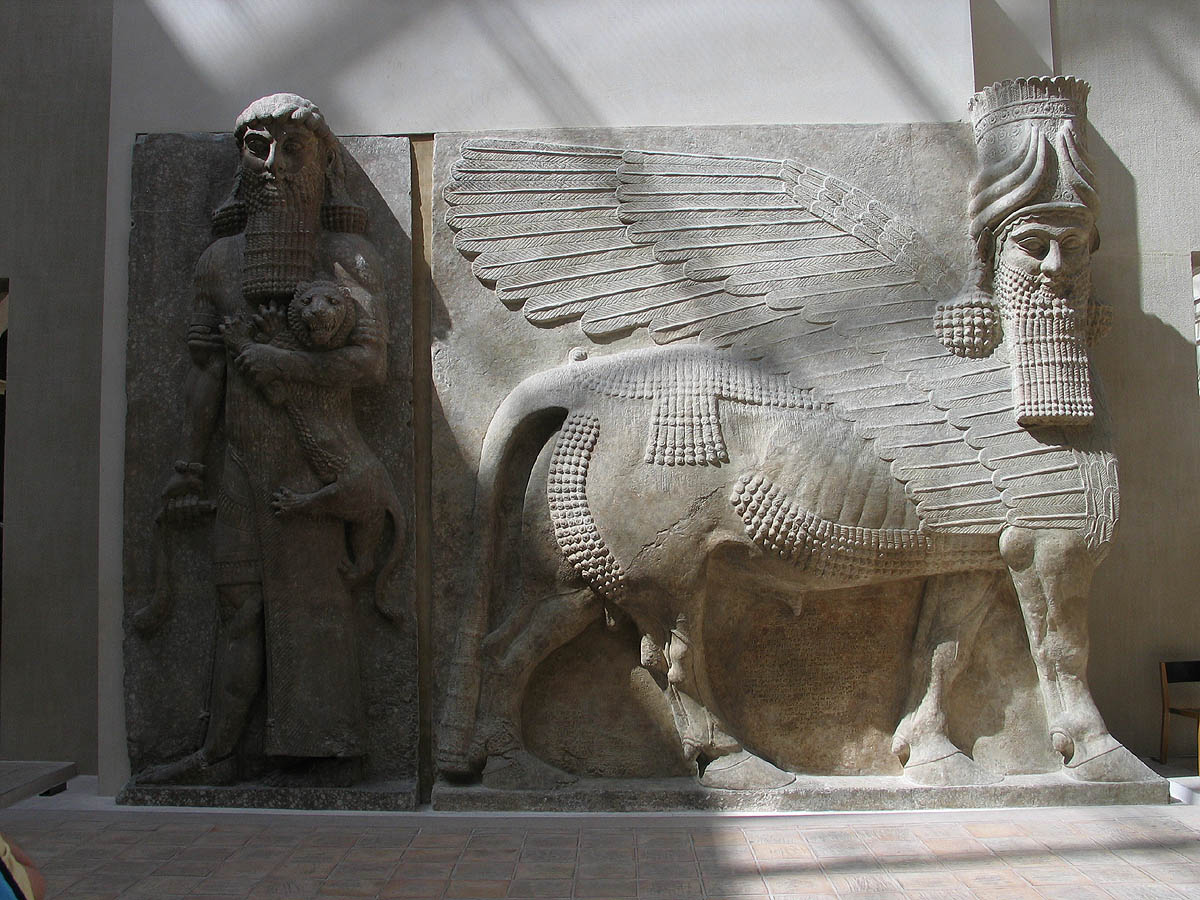
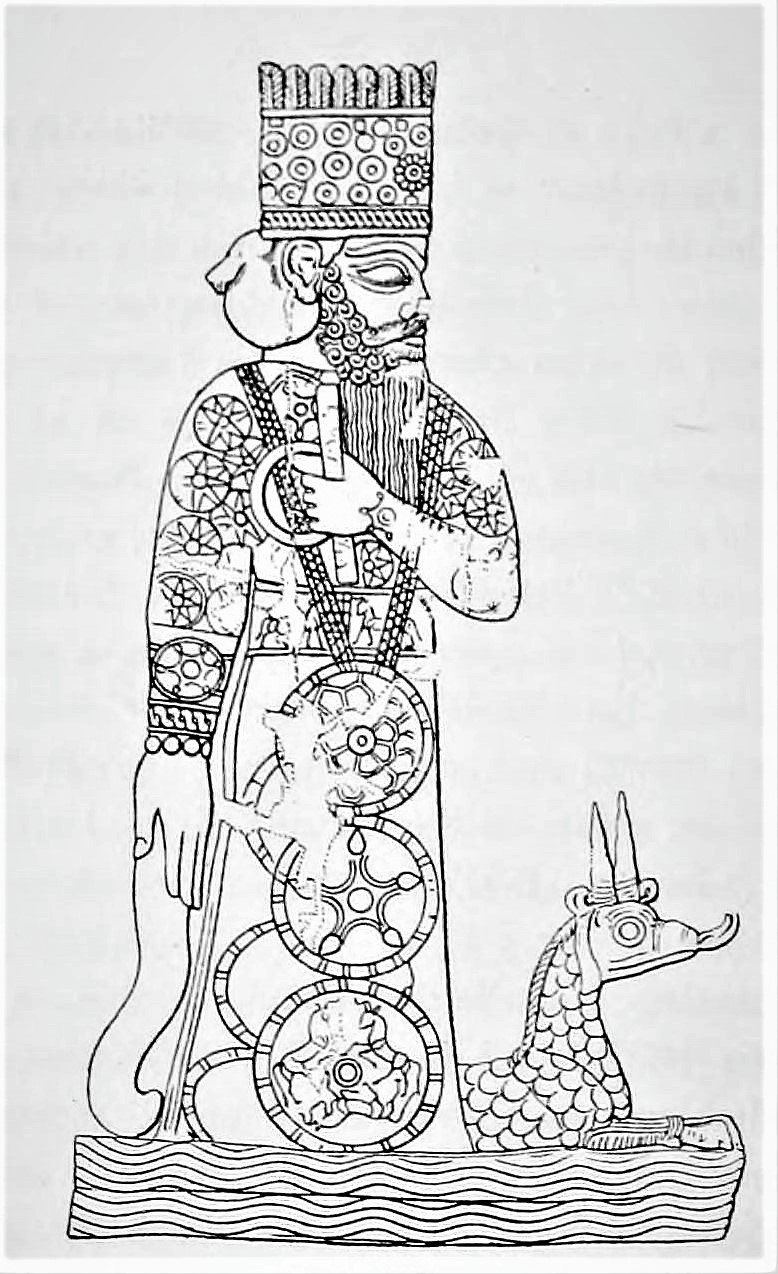
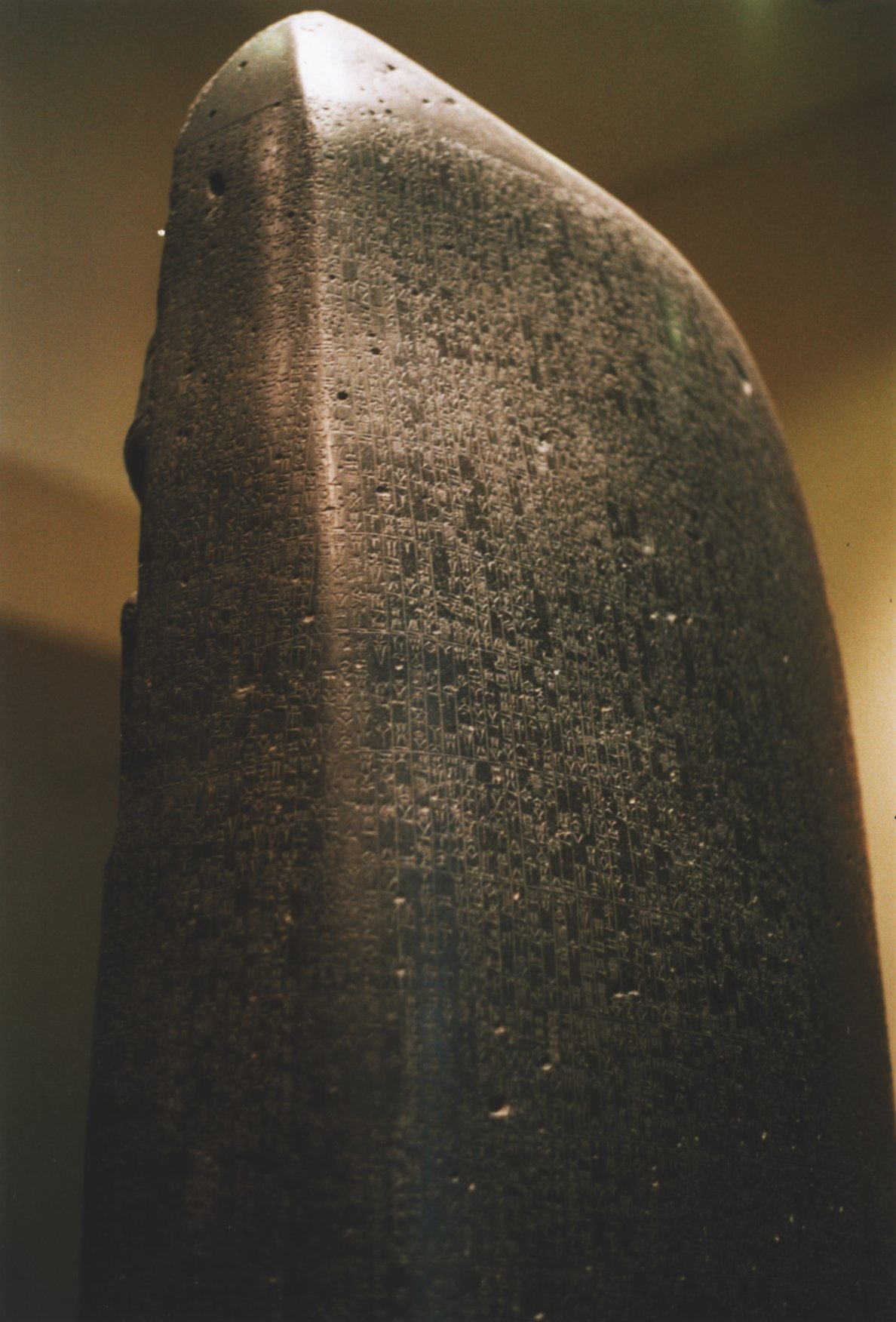
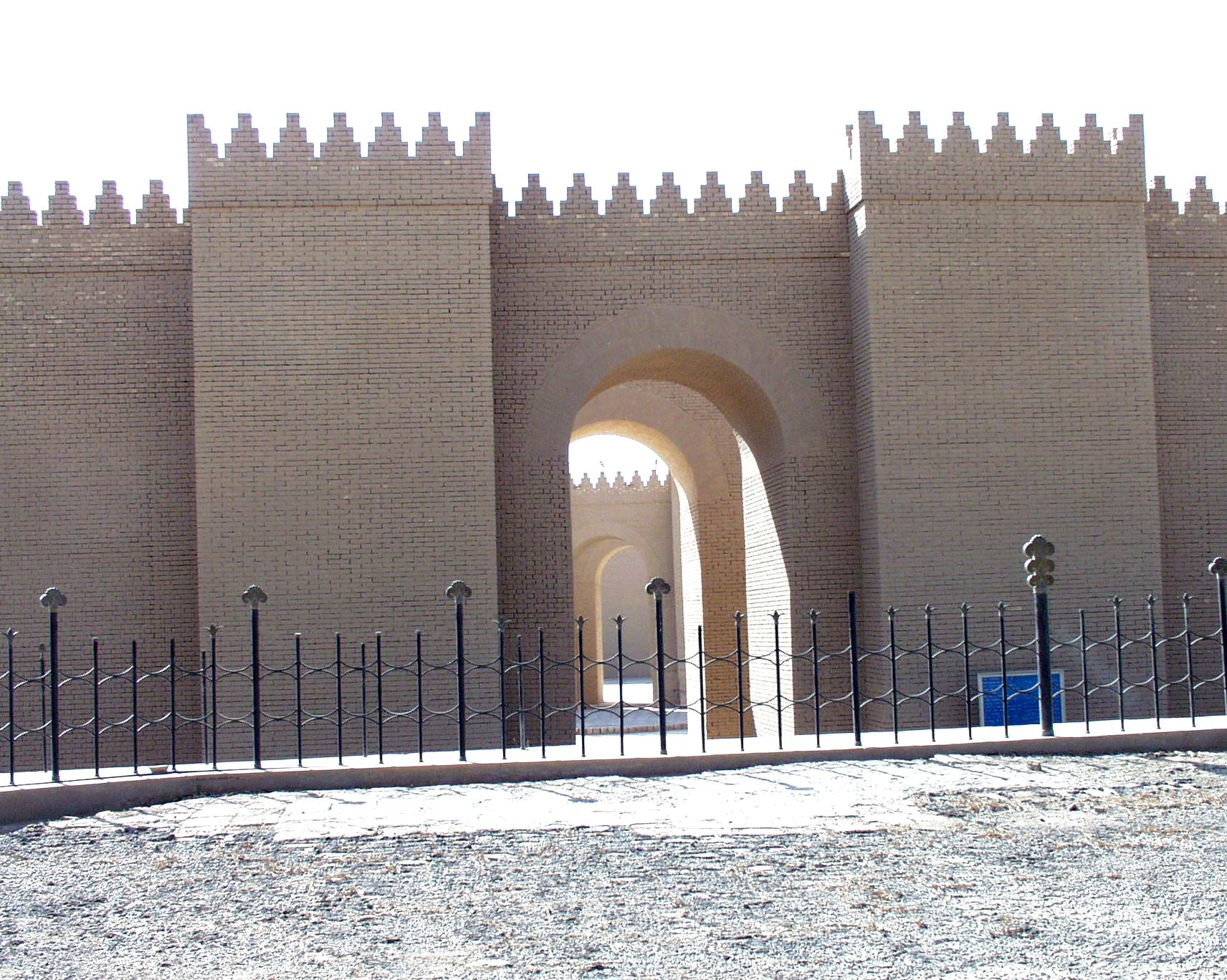
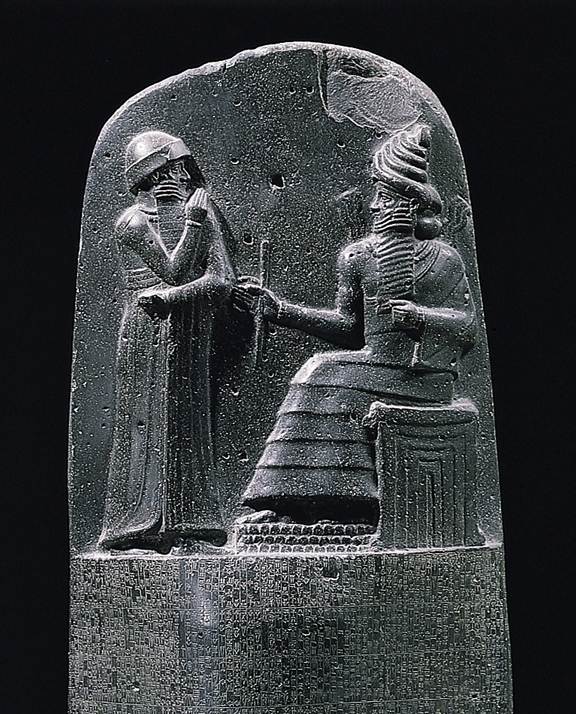
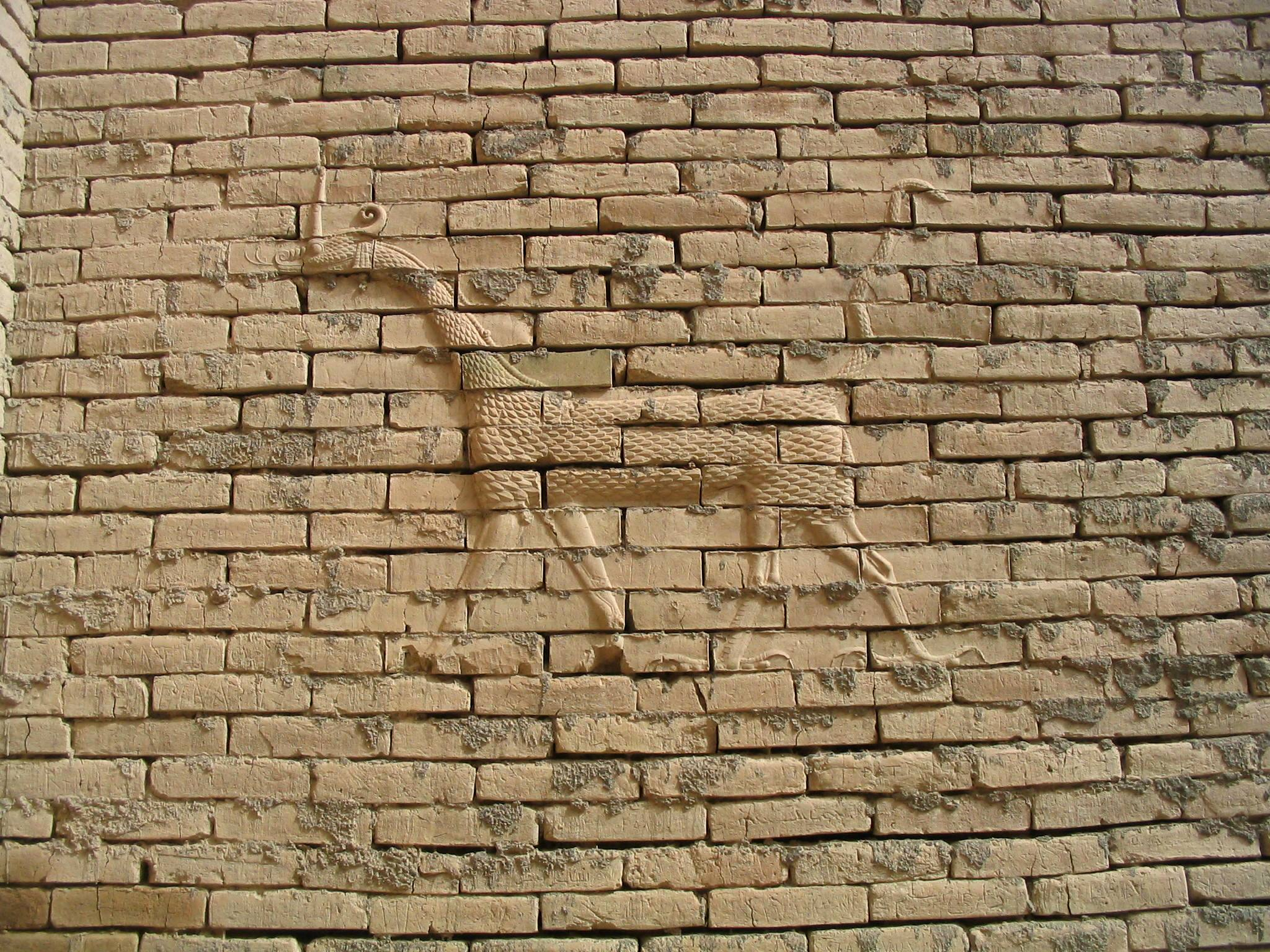
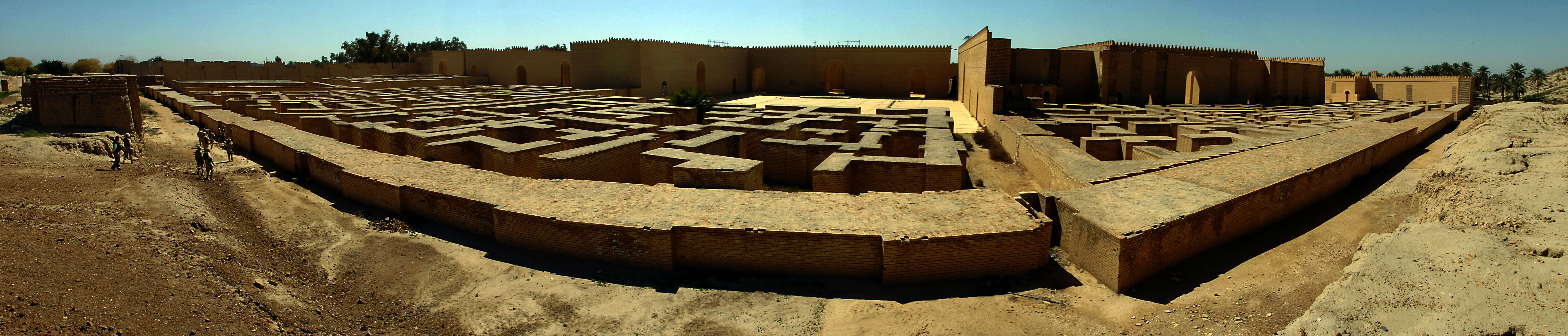